# Tilly-la-Campagne
Tilly-la-Campagne är en kommun i departementet Calvados i regionen Normandie i norra Frankrike. Kommunen ligger i kantonen Bourguébus som ligger i arrondissementet Caen. År 2018 hade Tilly-la-Campagne 244 invånare.

## Befolkningsutveckling
Antalet invånare i kommunen Tilly-la-Campagne
Referens:INSEE